# Viktor Gutić
Viktor Gutić (Banja Luka, 23. prosinca 1901. – Banja Luka 1947.) bio je pravnik, ustaški povjerenik za Banju Luku i veliki župan Pokuplja u Nezavisnoj Državi Hrvatskoj (NDH) tijekom Drugog svjetskog rata. Odgovoran za progon Srba, Židova i Roma na području Bosanske krajine u Bosni između 1941. i 1945. godine, a izvještavao je glavnog povjerenika za Bosnu i Hercegovinu Juru Francetića. Kao povjerenik, Gutić je bio direktno odgovoran za organiziranje ustaških logora i centara u regiji i imenovanje njihovog osoblja. Pobjegao je u Austriju pa Italiju nakon sloma NDH 1945., a uhapšen je u Veneciji i odveden u logor u Grottaglie prije izručenja Jugoslaviji početkom 1946. Zbog ratnih zločina osuđen je na smrt u Sarajevu i pogubljen u veljači 1947. u Banjoj Luci.

## Životopis
Osnovnu školu završio je 1915. u Banja Luci (odličan učenik), kao i opću gimnaziju (1919.), gdje maturira sa odličnim uspjehom. Pravo studira u Zagrebu, no nakon druge godine ga nastavlja studirati u Banja Luci  gdje diplomira 1924. i doktorira 1927. Vodio odvjetnički ured u Banjoj Luci. Nakon stvaranja Kraljevine SHS član je regionalnog i tajnik mjesnog rukovodstva HRSS u Banjoj Luci. Osnivač je mjesnog ogranka Hrvatske nacionalne omladine (HNO), borbene organizacije aktivne u uličnim obračunima s Organizacijom jugoslavenskih nacionalista (ORJUNA). Od 1925., kada Stjepan Radić sklapa sporazum s beogradskim režimom i izbacuje "republikanizam" iz imena stranke, pristaša je Trumbićeve Hrvatske federalističke seljačke stranke.
Nakon uvođenja Šestosiječanjske diktature, postaje pristaša Ante Pavelića, koji zastupa ilegalnu i nasilnu borbu za uspostavu nezavisne hrvatske države. Uhićen i osuđen na robiju, koju izdržava u Srijemskoj Mitrovici. Nakon izlaska s robije 1938. osniva prve ustaške organizacije na području Vrbaske banovine (Ustaški stožer za Bosansku Hrvatsku i dr.). 
Nakon proglašenja NDH ustaški je povjerenik za bivšu Vrbasku banovinu. Od ožujka 1942. veliki župan velike župe Pokuplje sa sjedištem u Karlovcu. Isticao se u progonima Srba, na što su kao negativnost upozorili i Nijemci (general Rudolf Lüters). U ožujku 1943. promaknut je u čin pukovnika, premda do tada nje imao čina.
Nakon sloma NDH povlači se u Austriju pa u Italiju, gdje je u Veneciji prepoznat, uhićen i odveden u logor Grottaglie (u zatočeništvu, među ostalima, i sa slovenskim generalom Leonom Rupnikom te četničkim vojvodom Dobroslavom Jevđevićem. Početkom 1946. izručen je jugoslavenskim vlastima i u Sarajevu osuđen na smrt.

## Odgovornost za zločine
Viktor Gutić, kao veliki župan i stožernik Ustaškog stožera Sana i Luka, bio je najodgovorniji za organiziranje masovnog pokolja nad srpskim stanovništvom u okolici Banja Luke 7. veljače 1942. godine. U tom zločinu, koji su izvršile ustaše predvođene Miroslavom Filipovićem, u rudniku Rakovac te selima Drakulić, Motike i Šargovac ubijeno je oko 2.216 civila.